# Saint-Laurent-d'Agny
Saint-Laurent-d'Agny é uma comuna francesa na região administrativa de Auvérnia-Ródano-Alpes, no departamento de Ródano. Estende-se por uma área de 10,55 km². Em 2010 a comuna tinha 2 200 habitantes (densidade: 208,5 hab./km²).